# Office Space
Office Space är en amerikansk komedifilm från 1999, skriven och regisserad av Mike Judge som även ligger bakom Beavis and Butthead. I huvudrollerna ses Ron Livingston, Jennifer Aniston, Stephen Root och Gary Cole. 
Filmen är en satirisk berättelse om arbetet på ett typiskt tråkigt IT-bolag i slutet av 1990-talet. Filmen kretsar kring några programmerare som är utleda på jobbet och sina chefer. Office Space blev aldrig någon biosuccé, men har under åren uppnått kultstatus speciellt bland IT-arbetare och kontorsarbetare i allmänhet. Filmen är en spin-off på den tecknade serien Milton som i mitten av 1990-talet visades i humorserien Saturday Night Live.

## Handling
Dataprogrammeraren Peter har ett tråkigt jobb på företaget Initech, ständigt övervakad av sin chef Bill Lumbergh. Med sin fästmö besöker han en terapeut som genom hypnos får Peter att helt slappna av, men tyvärr dör terapeuten innan han avbrutit hypnosen. 
Den nya avslappnade Peter börjar strunta i att gå till jobbet, hans livslånga dröm om att "doing nothing" har uppfyllts, och dejtar Joanna (Jennifer Aniston), en servitris han länge velat gå ut med. 
På företaget intervjuas alla anställda inför ett effektiviseringsprogram (nedskärningar). De två konsulterna som intervjuar personalen (Bob och Bob) anser att Peter med sin avslappnade attityd därmed är ett perfekt chefsämne.  
Efter detta bestämmer de sig för att lura företaget på pengar genom att gradvis ta ut fraktioner av cents, mindre än företaget kommer märka, för att under lång tid bygga upp en förmögenhet.
Tyvärr misslyckas planen när alldeles för mycket pengar tas ut och övertygade om att företaget kommer märka deras plan så lämnar de in en check med pengarna och en ursäkt. Milton, en karaktär som hela filmen hotat att bränna ner huset, gör dock det. Följden blir att hela kontoret brinner ner, och Milton får alla pengarna.

## Rollista i urval
- Ron Livingston - Peter Gibbons
- Jennifer Aniston - Joanna, servitris på Chotchkies
- Ajay Naidu - Samir Nagheenanajar, Peters arbetskamrat
- David Herman - Michael Bolton, Peters arbetskamrat
- Gary Cole - Bill Lumbergh, Peters chef på Initech
- Stephen Root - Milton Waddams, anställd på Initech
- Diedrich Bader - Lawrence, Peters granne
- John C. McGinley - Bob Slydell, en konsult
- Joe Bays - Dom Portwood, Peters högste chef
- Alexandra Wentworth - Anne, Peters flickvän
- Richard Riehle - Tom Smykowski, anställd på Initech
- Paul Willson - Bob Porter, en konsult
- Kinna McInroe - Nina, anställd på Initech
- Todd Duffey - Brian, ivrig servitör på Chotchkies
- Greg Pitts - Drew, anställd på Initech
- Mike McShane - Dr. Swanson, yrkes-hypnotisör
- Orlando Jones - Steve, dörrförsäljare
- William King - Stan, chef på Chotchkies
- Jack Betts - en domare